# ヴィッラノーヴァ・モンフェッラート
ヴィッラノーヴァ・モンフェッラート（伊: Villanova Monferrato）は、イタリア共和国ピエモンテ州アレッサンドリア県にある、人口約1,900人の基礎自治体（コムーネ）。

## 地理

### 位置・広がり
| 隣接するコムーネは以下の通り。括弧内のVCはヴェルチェッリ県所属を示す。 - バルツォラ - カレザーナ (VC) - カザーレ・モンフェッラート - モッタ・デ・コンティ (VC) - リーヴェ (VC) - ストロッピアーナ (VC) |

### 地震分類
イタリアの地震リスク階級 (it) では、4 に分類される
。